# 北白川祥子
北白川 祥子（きたしらかわ さちこ、1916年〈大正5年〉8月26日 - 2015年〈平成27年〉1月21日）は、日本の旧皇族、宮内庁女官長。北白川宮永久王の妃。旧名は、徳川 祥子（とくがわ さちこ）。皇族時代の身位は王妃で、皇室典範における敬称は殿下。

## 生涯

### 生い立ち

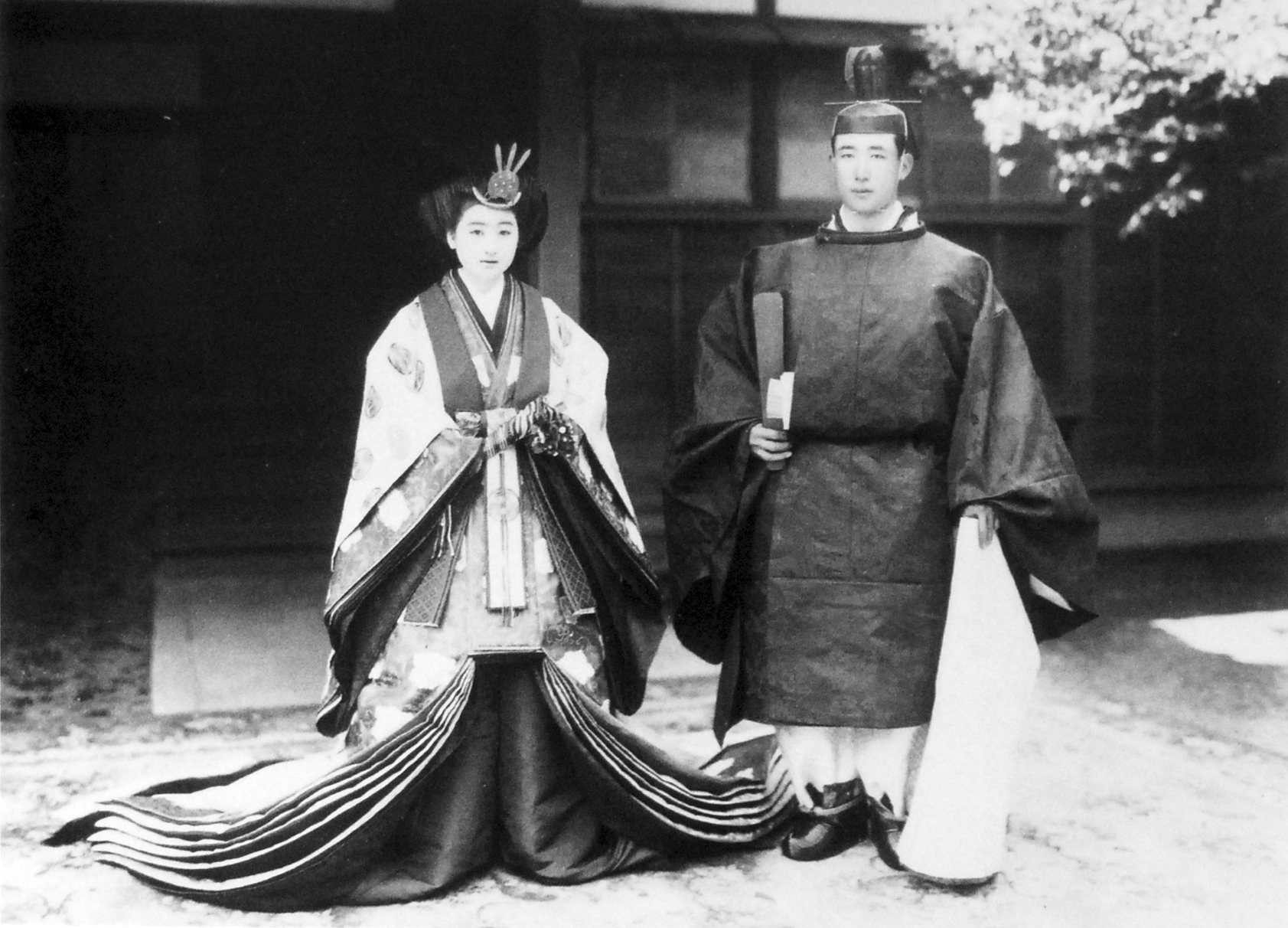
永久王との結婚の儀。
五衣はお印に因んだ、紅梅の襲色目。唐衣は亀甲の地模様の白地に、紅梅色で徳川家の家紋：三つ葉葵が配されている。

男爵徳川義恕と妻・寛子（津軽承昭伯爵令嬢）の二女として誕生した。姉は幼少期に夭折し、兄妹の唯一の女子として愛情を受けて育った。長兄の徳川義寛は昭和天皇の侍従長。次兄の津軽義孝は常陸宮妃華子の父に当たる。
東京女子高等師範学校を卒業後は、花嫁修業をする。1934年（昭和9年）6月19日、婚約が内定したことが、非公式に発表された。この際、祥子の人となりは「明朗な典型的近代女性」かつ「お茶の水時代にお伴もつれずにお獨りで毎日電車で通学されたほど平民的な方」と報じられた。

### 皇族時代
翌1935年（昭和10年）4月16日の納采の儀及び告期の儀を経て、4月26日、19歳のとき永久王と結婚し、北白川宮妃となる。夫妻の間には1男1女が生まれた。永久王は、1940年（昭和15年）3月に駐蒙軍に初出征し、9月4日に薨去（演習中に事故で殉職）、3歳の長男・道久王が北白川宮を継承した。永久王の殉職は、皇族の「戦死」として大きな反響を呼んだ（本人の項目を参照）。翌1941年（昭和16年）に創建された蒙疆神社では、その祭神として永久王が祀られた。
20代前半の若さで未亡人となった祥子妃は、1942年（昭和17年）秋、次のような和歌を詠んだ。
| 「                                               | なつかしみ明けくれとほきみやしろに 心かよひて すぎし二とせ 二とせの 秋めぐりきて ことさらに 深き思ひに ふける夜半かな | 」 |
| —北白川宮妃祥子（『日本婦人』昭和18年5月号より） | |    |

1943年（昭和18年）時点で、祥子妃と大妃房子内親王は、永久王の月命日の墓参を欠かさず、永久王ゆかりの人々との語らいや、蒙古にまつわる映像資料鑑賞をしていた。また、祥子妃は日本赤十字社の特志看護婦人会の作業に毎週欠かさず参加するとともに、母校である女子高等師範学校付属高等女学校の校友会が行う作業にも参加し軍服の縫製などを行っていた。

### 戦後、民間人として
さらに1947年（昭和22年）10月14日に他の宮家・皇族ともども臣籍降下（いわゆる皇籍離脱）となるが、姑にあたる房子（明治天皇第7皇女子周宮房子内親王）とともに北白川家を支えた。皇籍離脱後は、「北白川 祥子（きたしらかわ さちこ」と名乗る。
1950年代には、長女・肇子が皇太子明仁親王の「お妃候補」であるとする報道が過熱した。祥子は新聞などから該当する記事を切り取り、娘の目に触れぬよう気遣っていた。肇子が皇太子妃となることについて、房子と祥子は、積極的でも否定的でもなく「話があれば拒まない」という姿勢だったという。また、明仁親王との婚約が内定した正田美智子が、両親とともに北白川家に挨拶に来た際は、北白川家全員で正田親子を歓待している。
1953年（昭和28年）11月16日に発足した、靖国神社奉賛会の会長に就任。戦後、同神社は単立宗教法人となっており、国による財政支援を受けられないにもかかわらず、200万柱の新規合祀や神社維持等のため多額の費用（数億円）を必要としていた。このため、靖国神社奉賛会は、境内の復興と戦後合祭事業の実施を目標として、6億7000万円の募金を必要とした。奉賛会による全国的な寄付の呼びかけが行われた所、意外にも反響が大きく7億6000万円が全国及び沖縄、ブラジル、ハワイ、米本土から集まり、調査できなかった約10万柱を除き英霊として合祀し、北参集所や能楽堂を完成させることができた。なお、1959年（昭和34年）10月4日に、永久王も靖国神社に合祀された。奉賛会は解散して、靖国神社内の組織となった。
祥子は、戦没者の追悼・顕彰に関し、自身の和歌を含む、石碑（慰霊碑等）の揮毫も数多く行っている。
1963年（昭和38年）10月、財団法人全日本人形師範会の名誉会長に就任し、1965年（昭和40年）8月からは同会総裁を歴任した。日光東照宮の350年祭に際しては、1965年（昭和40年）3月に日光東照宮奉斎会（会長：徳川圀順）の総裁に推戴され、諸行事にも参列した。
1968年（昭和43年）頃、保科武子の後任として宮内庁女官長の打診があったが、祥子は喘息などの持病を理由に辞退した。1969年（昭和44年）4月、再度打診があり、保科前女官長や家族と相談の上、受諾した。同年5月20日、閣議決定により宮内庁女官長に就任。前女官長の保科武子は北白川宮能久親王の娘（女王、保科子爵に降嫁）であり、二代続けて北白川宮家の縁者が女官長を務めたこととなる。なお、当時祥子は、高松宮妃喜久子と交流があった。
1979年（昭和54年）春、宮内庁侍従長の入江相政が編者の『宮中歳時記』の扉絵に、祥子が墨絵を描き下ろしたところ、宮内庁に問い合わせがあるほどの評判となった。祥子は、独身時代から絵が好きで、女官長就任後、日本画を趣味とする皇后良子に付き合い、自らもスケッチをするようになった成果であった。
平成改元後も皇太后宮女官長として、香淳皇后の崩御まで長く仕えた。
2015年（平成27年）1月21日午後11時40分、急性肺炎のため東京都内の自宅で逝去した。

## 栄典
- 1935年（昭和10年）4月26日  - 勲二等宝冠章[14]
- 1940年（昭和15年）8月15日 - 紀元二千六百年祝典記念章[15]
- 1945年（昭和20年）5月10日  - 勲一等宝冠章[16]

## 子女
- 北白川宮道久王 - 北白川宮家の5代当主、神社本庁統理（元伊勢神宮大宮司）、霞会館理事長
- 肇子女王 - 島津忠広夫人

## その他
- 作家三島由紀夫は、祥子の末弟・德川義恭の親友で、17歳の頃、祥子に片思いした経験により、短篇小説『玉刻春』を『輔仁会雑誌』168号に発表[17]している。後年の長篇小説『春の雪』でも、伯爵令嬢綾倉聰子のモデルとなった[18]。